# Dicranodromia
Dicranodromia är ett släkte av kräftdjur. Dicranodromia ingår i familjen Homolodromiidae.
Kladogram enligt Catalogue of Life:
| Dicranodromia | \| \| Dicranodromia ovata \| \| \| \| \| \| Dicranodromia spinosa \| \| \| \| |
|               | \| \| Dicranodromia ovata \| \| \| \| \| \| Dicranodromia spinosa \| \| \| \| |
|               | Homolodromia                                                                  |
|               |                                                                               |
|               | Dicranodromia ovata                                                           |
|               |                                                                               |
|               | Dicranodromia spinosa                                                         |
|               |                                                                               |

|  | Dicranodromia ovata   |
|  |                       |
|  | Dicranodromia spinosa |
|  |                       |

## Bildgalleri

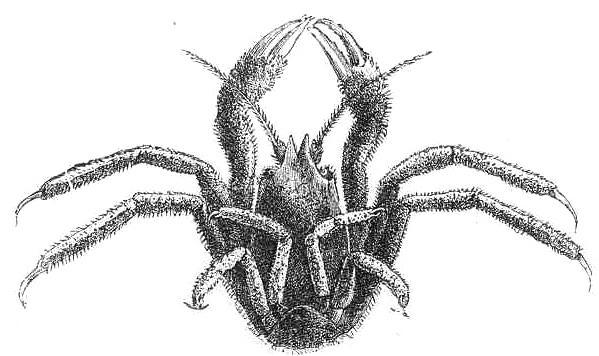